# Берестовенко Михайло Порфирович
Миха́йло Порфи́рович Берестове́нко (нар. 19 жовтня 1921 — пом. 5 липня 1979) — радянський військовик часів Другої світової війни, командир взводу роти автоматників 1062-го стрілецького полку 273-ї стрілецької дивізії (7-ма армія, Карельський фронт), лейтенант. Герой Радянського Союзу (1944).

## Біографія
Народився 19 жовтня 1921 року в селі Бузова (нині Компаніївський район Кіровоградської області) в селянській родині. Українець. Навчання почав у школі села Лозуватка. З 1930 року разом з родиною переїхав до міста Харовська Вологодської області, де закінчив 4 класи семирічки. Трудову діяльність розпочав на залізниці, згодом — на міському радіовузлі та слюсарем на лісозаводі «Музлісдерев». Член ВЛКСМ з 1940 року.
До лав РСЧА призваний у травні 1941 року. Учасник німецько-радянської війни з серпня 1941 року. У квітні 1942 року закінчив курси молодших лейтенантів. Воював на Карельському фронті.
Особливо відзначився влітку 1944 року. 21 червня під час прориву сильно укріпленої фінської оборони на річці Свір в районі Лодійного Поля його взвод першим під артилерійським вогнем супротивника ворсував Свір і повів бій за плацдарм. Вогнем автоматів і ручними гранатами було знищено 4 вогневі точки ворога, а особисто лейтенант Берестовенко закидав гранатами ДЗОТ, знищивши в ньому обслугу станкового кулемета. Бойове завдання командування було виконано успішно. 23 червня під час бою за опорний пункт на дефіле Сармягського болота вміло командував взводом, двічі водив його в атаку на ворога, отримав поранення, але поле бою не залишив. 1 липня при спробі оточення супротивником полку, знищив ворожу групу.
Член ВКП(б) з 1944 року. Війну закінчив командиром роти автоматників. Учасник Параду Перемоги на Красній площі в Москві 24 червня 1945 року в складі зведеного полку Карельського фронту.
По закінченні війни продовжував військову службу в Збройних Силах СРСР. 1961 року підполковник М. П. Берестовенко вийшов у запас. Мешкав у Вільнюсі (Литва), де з 1972 року працював заступником секретаря парткому заводу. Помер 5 липня 1979 року.

## Нагороди
Указом Президії Верховної Ради СРСР від 21 липня 1944 року за зразкове виконання бойових завдань командування на фронті боротьби з німецькими загарбниками та виявлені при цьому відвагу і героїзм, лейтенантові Берестовенку Михайлу Порфировичу присвоєне звання Героя Радянського Союзу з врученням ордена Леніна і медалі «Золота Зірка» (№ 3821).
Також був нагороджений орденами Жовтневої Революції, Червоної Зірки і медалями.